# Weltuntergang in der Kunst

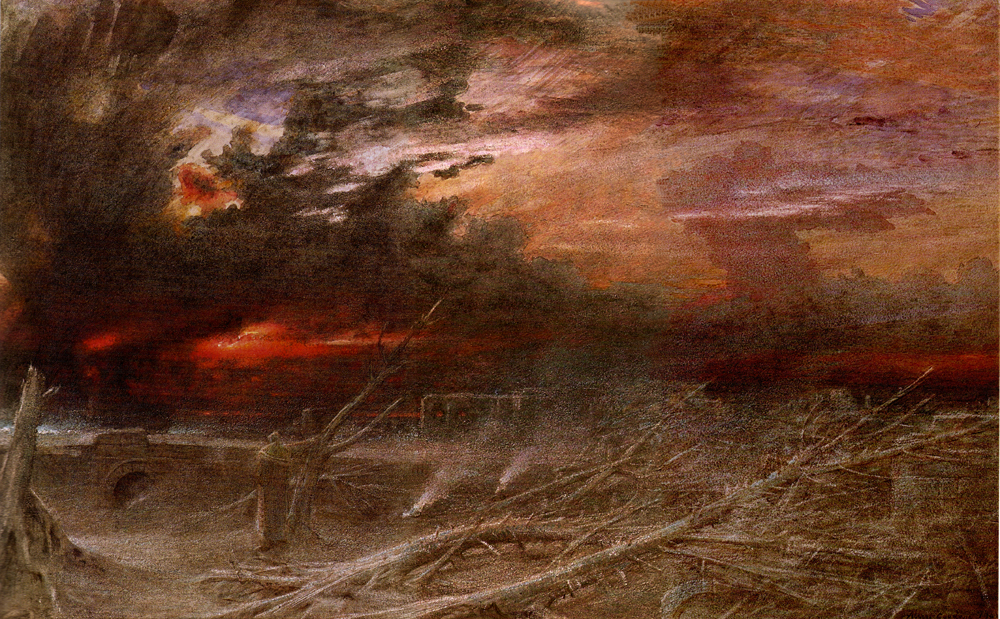
Apokalypse (Gemälde von Albert Goodwin, 1903)

Der Weltuntergang ist in der Kunst ein schon in frühester Zeit behandeltes Thema, wenn man die religiöse (siehe Apokalyptik) und mythologische Literatur einbezieht. Neben der Literatur ist der Weltuntergang auch Thema von Comics, Filmen, Videospielen und musikalischer Werke und ein Sujet in der Bildenden Kunst. Der „Weltuntergang“ kann sich dabei beziehen auf den Untergang der Zivilisation, der Menschheit, des Planeten Erde und des Kosmos’ insgesamt.

## Weltuntergang in der Literatur

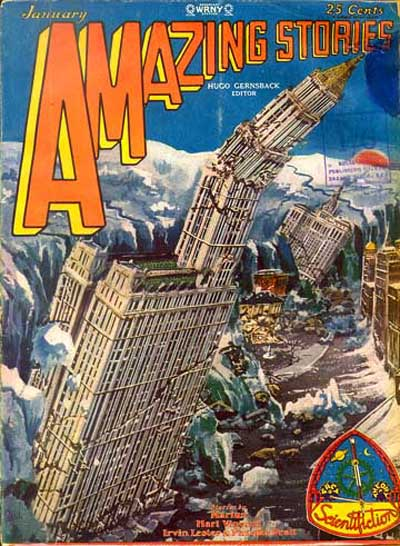
Amazing Stories, Titelblatt 1/1929

Der Weltuntergang spielt in der Mythologie des Altertums und der Antike nur retrospektiv, also als Erzählung von Vergangenem eine Rolle, beispielsweise in der Sintfluterzählung des Gilgamesch-Epos oder im griechischen Mythos von Deukalion und Pyrrha. Der Sintflutmythos erscheint auch in der Sintfluterzählung des Buches Genesis im jüdischen Tanach. Zentral ist ein kommender Weltuntergang dagegen in der nordischen Mythologie in der Erzählung von der Götterdämmerung Ragnarök (überliefert in der Edda) und in der christlichen Mythologie im Mythos vom Jüngsten Gericht, kanonisch in der Offenbarung des Johannes und in zahlreichen Gestaltungen der apokryphen Apokalyptik.
Der Weltuntergang als Gegenstand der fiktiven Literatur gehört naturgemäß in den Bereich der spekulativen Literatur, in der modernen Ausprägung also der Science-Fiction-Literatur. Schon einer der ersten modernen Science-Fiction-Romane, Mary Shelleys The Last Man (1826), gestaltet das Ende der Menschheit. Weitere bekannte Werke des Subgenres Endzeit-Science-Fiction sind:
- M. P. Shiel: Die purpurne Wolke (1901, Auslöschung der Menschheit durch vulkanisches Gas)
- Jack London: Die Scharlachpest (1912, Auslöschung der Menschheit durch eine Seuche)
- Edwin Balmer und Philip Wylie: Wenn Welten zusammenstoßen (1932/33, Zerstörung des Planeten Erde durch Kollision mit einem anderen Planeten)
- John Wyndham: Die Triffids (1951, Untergang der Zivilisation durch allgemeine Erblindung und eine aggressive Pflanzenart)
- Richard Matheson: Ich bin Legende (1954, Untergang der Menschheit durch eine Seuche, erste Gestaltung einer Form der Zombie-Apokalypse)
- James Graham Ballard: Karneval der Alligatoren (1962, Untergang der Zivilisation durch eine Klimakatastrophe)
- Carl Amery: Der Untergang der Stadt Passau (1975, Untergang der Zivilisation durch eine Seuche)
- Jerry Pournelle und Larry Niven: Luzifers Hammer (1977, Untergang der Zivilisation durch Impakt eines Kometen)
- Stephen King: The Stand – Das letzte Gefecht (1978, Untergang der Zivilisation durch eine Seuche)
- Georg Zauner: Die Enkel der Raketenbauer (1980, Untergang der Zivilisation durch Überbevölkerung und Rohstoffkrisen)
- Frank Schätzing: Der Schwarm (2004, drohender Untergang der Zivilisation durch eine außerirdische Intelligenz)

So wie Shelleys The Last Man behandeln einige weitere Werke das Thema aus der Perspektive des letzten Menschen. Zu diesem Subgenre der Endzeit-Science-Fiction zählen:
- Arno Schmidt: Schwarze Spiegel (1951, Untergang der Zivilisation durch einen Atomkrieg)
- Marlen Haushofer: Die Wand (1963, Rest der Menschheit verschwindet hinter einer Wand)
- Herbert Rosendorfer: Großes Solo für Anton (1976, Rest der Menschheit verschwindet unerklärlich und plötzlich)
- Margaret Atwood: Oryx und Crake (2003, Untergang der Menschheit durch eine Seuche)
- Thomas Glavinic: Die Arbeit der Nacht (2006, Rest der Menschheit verschwindet unerklärlich und plötzlich)

Weitere Einzelgestaltungen des Weltuntergangsthemas in der Literatur:
- Weltende (1911), das bekannteste Gedicht des Expressionisten Jakob van Hoddis, behandelte ironisch ein Untergangsszenario.
- Das letzte Kapitel, ein Gedicht von Erich Kästner von 1930, handelt vom Weltuntergang, bei dem eine Weltregierung den Mord an allen Menschen befiehlt, um „endlich Frieden zu stiften“.[1]
- In Der Weltuntergang oder Die Welt steht auf kein’ Fall mehr lang, ein Drama des österreichischen Schriftstellers Jura Soyfer von 1936, wird die Welt von einem Kometen zerstört.
- In Die sieben letzten Tage der Erde beschrieb Jörg Zink 1970 ein Weltuntergangsszenario, welches komplementär zur Schöpfungsgeschichte des Alten Testaments angelegt ist.[2]

## Weltuntergang im Film
Ganze Filmgenres – vor allem aus dem Science-Fiction-Bereich, wie beispielsweise der Endzeitfilm (zum Beispiel 2012) und die Zombie-Apokalypse – beschäftigen sich mit drohenden Apokalypsen, deren Bekämpfung (beispielsweise durch Atomraketen gegen anfliegende Kometen) und der Zeit danach, in der typischerweise wenige Menschen durch eine zerstörte Welt irren und nur noch niederste Instinkte herrschen, wie in Mad Max oder Waterworld. Die Apokalypse wird dabei teilweise auch durch Aliens herbeigeführt.

## Weltuntergang in der Bildenden Kunst

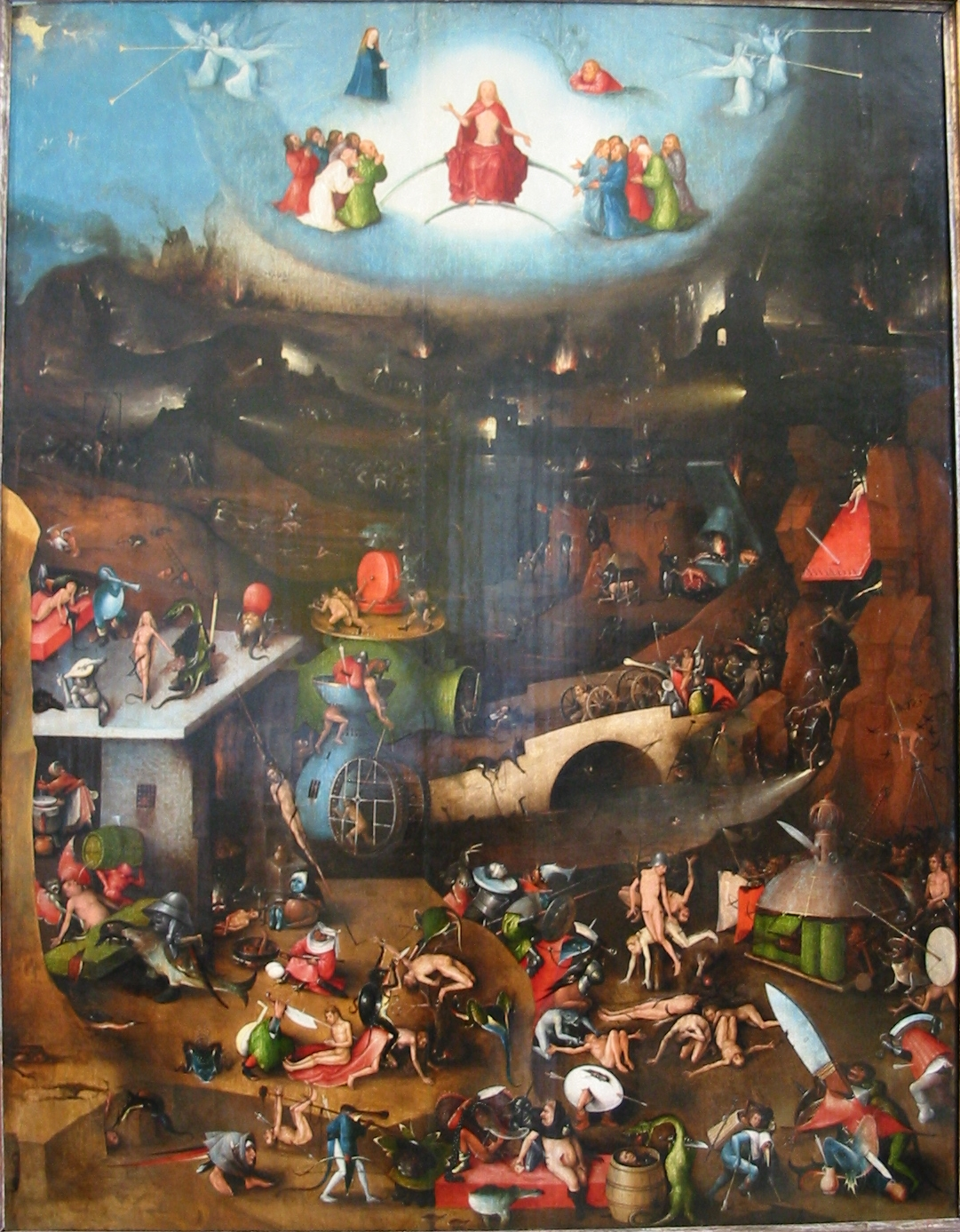
Weltgerichtstriptychon von Hieronymus Bosch (Mittelteil)

Das Jüngste Gericht als Sujet wurde in der christlichen Kunst seit dem Mittelalter vielfältig gestaltet. Allerdings bezog sich die Darstellung meist auf den Aufstieg der Gerechten ins Paradies beziehungsweise den Höllensturz der Verdammten oder eine Kombination von beidem, so wie in Michelangelos Jüngstem Gericht in der Sixtinischen Kapelle oder im Großen Jüngsten Gericht von Peter Paul Rubens (1617) Darstellungen der Weltzerstörung selbst sind zum Beispiel die Mittelteile der beiden Triptychen zum Jüngsten Gericht Hieronymus Bosch. Weitere Weltgerichts-Altarbilder sind Das Jüngste Gericht des Rogier van der Weyden (um 1450) und Das Jüngste Gericht von Hans Memling (um 1470).

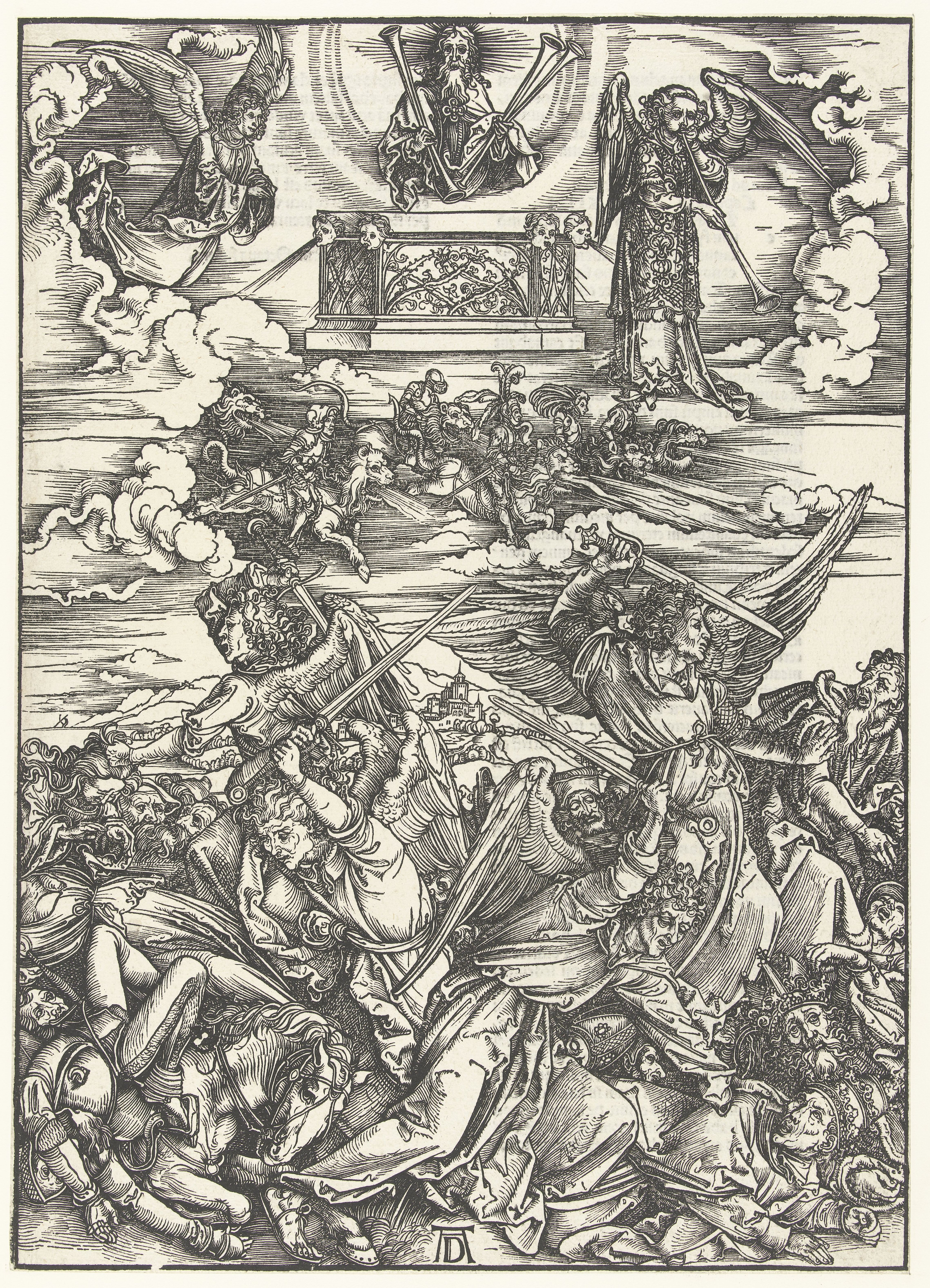
Albrecht Dürer, Illustration zur Offenbarung des Johannes

Eine sehr einflussreiche Gestaltung des Themas Apokalypse war Die heimlich offenbarung iohannis, ein von Albrecht Dürer 1498 veröffentlichtes Druckwerk mit 15 Holzschnitten zur Offenbarung des Johannes.
Auch im 20. Jahrhundert wurde das Thema immer wieder aufgegriffen, so zum Beispiel von Wassily Kandinsky (Jüngstes Gericht, 1910) oder von Nicholas Roerich (Armageddon, ca. 1935).
Johannes Schreiter gestaltete im Ulmer Münster 2001 ein großes Glasfenster zum Thema „Weltgefährdung“. Dieses „Weltgefährdungsfenster“ thematisiert die moderne Option eines Weltuntergangs dadurch, dass Menschen den künftigen Bestand der Erde in Gefahr gebracht haben.

## Weltuntergang in der Musik
Im Jahr 1954 wurde das Lied Am 30. Mai ist der Weltuntergang des Golgowsky-Quartetts zu einem Nummer-1-Hit in Deutschland (Melodie: Karl Erpel (Pseudonym von Will Glahé), Text: Bert Roda (Pseudonym von Karl Golgowsky)). Es war eine parodistische Würdigung einer damals einigen Presserummel verursachenden Prophezeiung.
Das Lied Der Weltuntergang des Liedermachers Franz Hohler beschreibt, wie in unserer heutigen Welt das Aussterben einer einzigen Käferart ausreichen könnte, um den Weltuntergang herbeizuführen; nämlich, indem auf mehreren Ebenen der sprichwörtliche Tropfen genügt, um das Fass zum Überlaufen zu bringen. Die Schlussfolgerung Hohlers war: „… ich selber habe mich anders besonnen, ich bin sicher, der Weltuntergang, meine Damen und Herren, hat schon begonnen.“ Dieses Lied, das er bereits 1974 veröffentlicht hatte, wurde 1997 zum Preislied der Liederbestenliste gekürt. Auch unzählige zeitgenössische Death-, Thrash- und Black-Metal-Bands befassen sich mit dem Thema Weltuntergang in verschiedensten Varianten.
In den 1980er Jahren gab es viele Schlager, die sich mit einem Weltuntergangsszenario durch einen Atomkrieg auseinandersetzten. 1981 veröffentlichte Udo Lindenberg das Lied Grande Finale. Ähnliche Thematiken behandeln das Lied Feuerwerk von Stefan Remmler und Besuchen Sie Europa (solange es noch steht) von Geier Sturzflug. Die Puhdys veröffentlichten 1984 das Lied Das Buch, welches vor dem Hintergrund des Kalten Krieges und dem Wettrüsten zwischen USA und UdSSR entstand. Es erzählt von einem möglichen Atomkrieg, der den Weltuntergang einleiten könnte, wodurch es irgendwann auf einem anderen Planeten mit intelligenten Lebewesen vielleicht ein Buch mit dem Namen Der Untergang der Erde gibt, dessen Erscheinen es zu verhindern gilt. Einen ähnlichen Text trug Jean Gabilou beim Song Contest 1982 für Frankreich vor.
Im Lied Eiszeit von Peter Maffay aus dem Jahr 1982 geht es um den letzten Menschen, der das Ende der Welt mitansehen muss. Das 1987 veröffentlichte It’s the End of the World as We Know It (And I Feel Fine) von R.E.M. orientiert sich vage an verschiedenen Endzeitszenarien. Der Titel ist im Deutschen zum geflügelten Wort geworden und wurde in diversen Artikeln, Büchern und Filmen aufgegriffen.
Im Jahre 2012 veröffentlichte der Schweizer DJ Mike Candys gemeinsam mit der Sängerin Evelyn und dem Rapper Patrick Miller das Lied 2012 (If the World Would End). Das Lied basiert auf dem Mythos, dass die Erde am 21. Dezember 2012 untergehen sollte, unter anderem aufgrund des Endes des Maya-Kalenders, so besingt es Müller in der ersten Strophe. Im Gesamtbild handelt der Song davon, dass das Trio einen Tag vor dem Untergang noch einmal eine große Party feiern will, sie haben vor, die letzte Nacht nutzen zu wollen und sich nicht um die Verluste sorgen zu wollen. Der Titel entwickelte sich zu einem Top-10-Erfolg in ganz Europa und konnte auch am Tag vor dem Eintreten des vermuteten Weltuntergangs in die Charts einsteigen.
Das deutsche Comedy-Trio Y-Titty besang mit seiner zweiten Single Der letzte Sommer ebenfalls den vermeintlichen Untergang 2012 und erzählte, wie sie die letzten Tage alle Gesetze brechen würden und noch einmal all das tun würden, was man tun kann. Das Lied endet damit, dass lediglich ein kleiner Komet vom Himmel fällt und sich die Maya entschuldigen, da sie sich um ein Jahr verrechnet hätten. Auch dieser Track erreichte hohe Chart-Platzierungen in Deutschland, Österreich und der Schweiz.